# Yasmine Lafitte
Pour les articles homonymes, voir Yasmine.
Yasmine Lafitte, née le 1er octobre 1973 à Tahar Souk, au Maroc, est une ancienne actrice pornographique française d'origine marocaine,.

## Biographie
Née au Maroc, elle émigre en France avec sa famille à l'âge de cinq mois, pour s'installer à Bourg-en-Bresse (Ain).
Yasmine dit avoir perdu sa virginité à l'âge de 23 ans avec celui qui deviendra son mari et le père de ses enfants, l'acteur et producteur de films pornographiques Alexandre Legland (de son vrai nom Olivier Lafitte). Elle enchaîne plusieurs petits boulots, et travaille notamment comme aide-soignante. Sa fréquentation des milieux échangistes l'incite à pousser plus loin l'expérience et à tourner dans des films X.
Elle tourne son premier film X en 2004 et fait la couverture du magazine de charme Hot Vidéo. Elle signe d'abord un contrat d'exclusivité pour Vcom mais travaille également pour JTC. Elle se fait refaire les seins une première fois pour 4 000 euros.
Puis elle signe un contrat d'exclusivité de 18 mois avec Marc Dorcel en septembre 2006 pour un salaire fixe de 4 500 euros mensuel. Elle devient alors la nouvelle égérie Dorcel après Laure Sainclair, Mélanie Coste, Priscila Sol et Oksana (qui elle signa chez Vcom). Elle se fait refaire les seins une seconde fois pour 8 500 euros. Pendant sa carrière dans le X, elle effectue pour environ 25 000 euros d'opérations de chirurgie esthétique, modifiant radicalement son physique en l'espace de quelques années.
En 2008, Yasmine renouvelle son contrat chez Marc Dorcel. Elle est à l'affiche de Casino - No Limit de Hervé Bodilis (sorti en avril 08) qui est le plus gros budget du X français à ce jour (230 000 €) et où elle retrouve Melissa Lauren, l'autre égérie de Dorcel.
En 2009, elle annonce la fin de sa carrière pornographique, après avoir tourné à peu près vingt-cinq films. Elle ne renouvelle pas son contrat d'exclusivité avec Marc Dorcel — qui sera proposé à Mia Vendôme — car elle aurait dû travailler autant en étant moins payée. La dernière apparition de Yasmine dans un film pornographique sera pour Alko productions, la société de son mari Olivier Lafitte.
En 2011, dans une interview accordée au magazine Les Inrocks, elle affirme que les actrices porno ne le deviennent pas par hasard, mais du fait d'un traumatisme. Elle-même déclare avoir subi des attouchements étant jeune. Bien que ne regrettant pas d'avoir fait du X, elle se dit dégoûtée par l'industrie du cinéma pornographique, et dénonce l'exploitation des actrices par les producteurs : « tu donnes ton image et en même temps tu cèdes tes droits pour 99 ans, autant dire que tu meurs avec des images trash de toi qui font le tour du monde [...] seuls les producteurs et ceux qui gravitent autour ramassent du fric, ils ont de très belles maisons pendant que les X girls galèrent. ». Interrogée sur les insultes et les menaces dont elle a fait l'objet dans son pays en tant que « actrice de X et musulmane », elle dénonce l'hypocrisie sociale au Maghreb, en ajoutant : « Les filles maghrébines sont les plus hypocrites parce qu’elles disent vouloir rester vierges jusqu’au mariage tout en s’adonnant à la sodomie. ».

## Cinéma traditionnel
Yasmine fait une incursion dans le cinéma dit traditionnel et elle se retrouve à donner la réplique à Melvil Poupaud, en obtenant le second rôle du long métrage Un homme perdu de Danielle Arbid, film d'auteur présenté à la Quinzaine des réalisateurs au Festival de Cannes 2007. En 2008, elle a un petit rôle dans MR-73 d'Olivier Marchal.

## Autres activités
Parallèlement à sa carrière d’actrice du X, Yasmine devient le « sexy coach » du magazine masculin FHM à travers ses photos et sa rubrique mensuelle. Elle  apparaît dans divers longs métrages et clips musicaux[réf. nécessaire].
À l'occasion du Festival de Cannes 2008, elle devient également l'ambassadrice des préservatifs REFLEX Condoms du laboratoire Polidis[réf. nécessaire]. 
Elle est mère de deux enfants, dont le père est Olivier Lafitte, lui-même acteur porno[réf. nécessaire].

## Récompenses
- 2007 : Eroticline Awards : meilleure actrice européenne (Beste Europäische Darstellerin)
- 2007 : X Awards :  meilleure actrice
- 2008 : X Awards : meilleure actrice
- 2008 : Eroticline Awards : meilleure actrice européenne (Beste Darstellerin Europa)
- 2010 : Oulji Erotics : meilleure actrice

## Filmographie partielle

### Films pornographiques
- Éloge de la chair, de Jack Tyler
- Casino - No Limit, d'Hervé Bodilis
- Yasmine et les masseuses
- Yasmine et les Sex Models
- Mafia Girl
- Hard Intrusions
- Yasmine à la prison de femmes, d'Alain Payet
- Yasmine, pornochic 14
- Yasmine, sex for cash
- Yasmine, les trottoirs de l’est
- Les Concubines
- Phil de Nice
- Go Oulji go
- Fuck V.I.P Cockaine
- La Nymphomane, de Yannick Perrin
- Le Barriodeur 4
- Razaq el mgadar
- Story of Yasmine
- Story of Sophia
- Urgences, d' Alain Payet
- L'Auto-École
- The Nurse (with tarra white)
- Bordel de Luxe, de Tony Del Duoma
- French conneXion, d'Hervé Bodilis
- Dorcel Airlines 2 Paris / New York
- Dorcel Airlines Flight N°DP 69, d'Hervé Bodilis
- L'Honneur des Mariani
- Ultimate French Girls

### Télévision
- 2013 : Oxygène, un épisode de Métal Hurlant Chronicles

### Films non pornographiques
- 2007 : Un homme perdu de Danielle Arbid
- 2008 : MR-73 d'Olivier Marchal